# Mitsubishi
O Mitsubishi Group (三菱グループ, Mitsubishi Gurūpu) é um conjunto de empresas multinacionais japonesas autônomas que operam em uma variedade de indústrias.
Fundado por Yatarō Iwasaki em 1870, o Mitsubishi Group tem suas origens no zaibatsu Mitsubishi, uma empresa unificada que existiu de 1870 a 1946. A empresa, junto com outros grandes zaibatsu (Mitsui, Sumitomo e Yasuda), foram dissolvidas durante a ocupação do Japão após a Segunda Guerra Mundial, por ordem dos Aliados. Apesar da dissolução, as empresas que antes faziam parte da empresa unificada continuam a compartilhar a marca e o logotipo Mitsubishi.
Embora o grupo de empresas participe de uma cooperação comercial limitada, principalmente por meio das reuniões mensais de executivos chamadas "Conferência de Sexta-feira", elas permanecem formalmente independentes e não estão sob controle comum, configurando-se numa keiretsu. As três principais entidades (gosanke) são o Mitsubishi UFJ Financial Group (o maior banco do Japão), a Mitsubishi Corporation (uma empresa de comércio geral) e a Mitsubishi Heavy Industries (empresas de manufatura diversificada).
Uma estimativa concluiu que todas as empresas do Mitsubishi Group, juntas, geram 7,7% da receita total de todas as empresas de capital aberto no Japão, e os ativos do grupo somam 433 trilhões de ienes, cerca de 4,06 trilhões de dólares americanos ou 2,68 trilhões de euros em valores de 2020.

## História

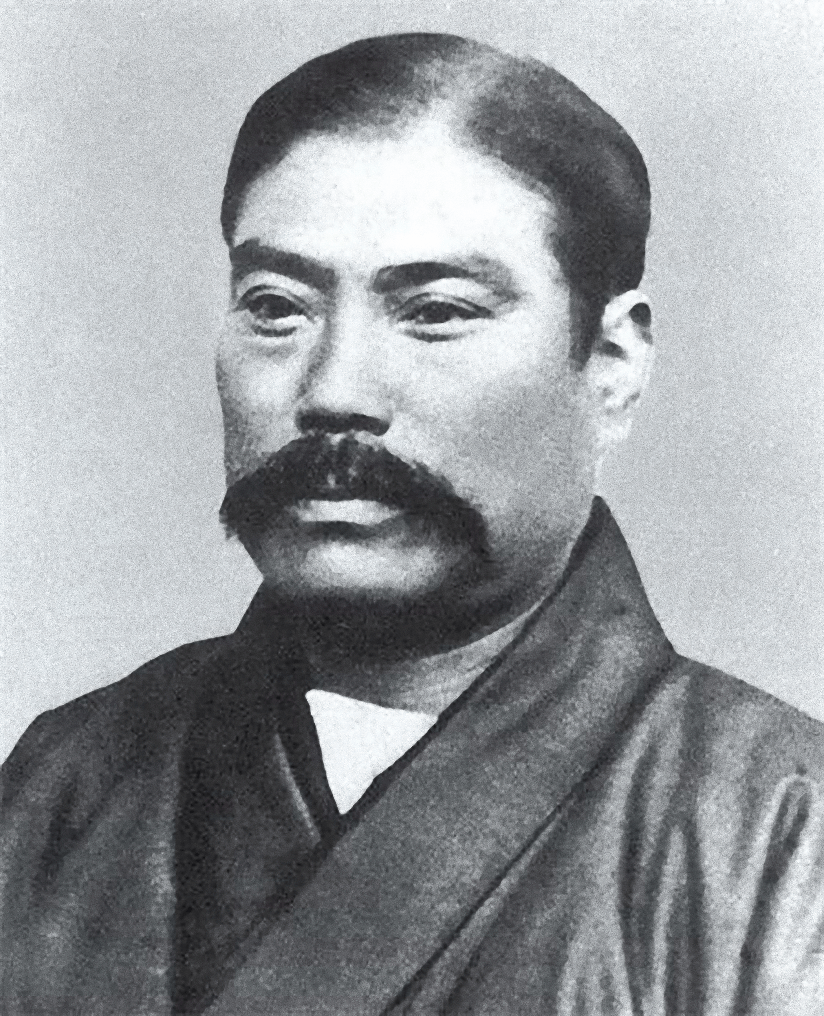
Yatarō Iwasaki, o fundador da Mitsubishi.

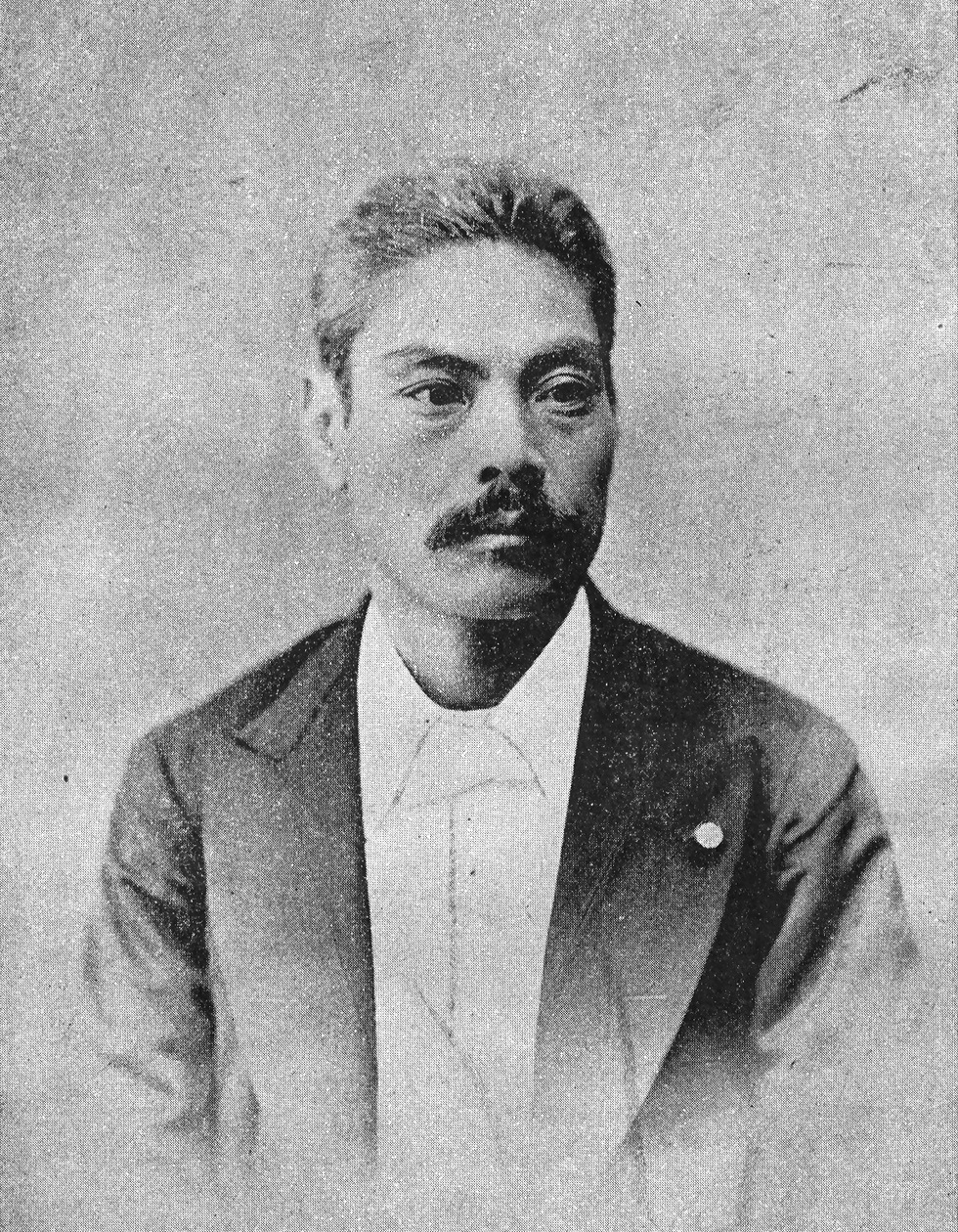
Iwasaki Yanosuke, segundo presidente da Mitsubishi (1885-1894) assumiu a empresa após a morte de seu irmão.

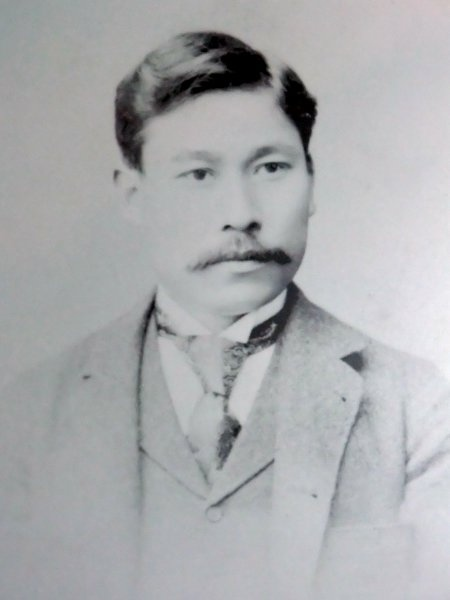
Hisaya Iwasaki, terceiro presidente da Mitsubishi (1894-1916) e filho primogênito de Yatarō Iwasaki.

A empresa Mitsubishi foi estabelecida como uma empresa de transporte marítimo por Yatarō Iwasaki (1834–1885) em 1870 sob o nome "Tsukumo Shokai" (九十九商会). Em 1873, seu nome foi alterado para Mitsubishi Shokai; consiste em duas partes: "mitsu" (三) que significa "três" (como nas três folhas de carvalho do emblema do clã Yamauchi ou Tosa que governou o local de nascimento de Yatarō e o empregou) e "hishi" (菱, que se torna "bishi" sob rendaku) que significa "trapa" e, portanto, "losango", que está refletido no logotipo da empresa. Também é traduzido como "três diamantes".
A Mitsubishi foi fundada em 1870, dois anos após a Restauração Meiji, tendo o transporte marítimo como seu negócio principal. A sua diversificação deu-se principalmente em áreas afins. Entrou na mineração de carvão para obter o carvão necessário para os navios, comprou um estaleiro de construção naval do governo para reparar os navios que utilizava, fundou uma siderúrgica para fornecer ferro ao estaleiro de construção naval, iniciou um negócio de seguros marítimos para atender ao seu negócio de transporte marítimo e assim por diante. Posteriormente, os recursos gerenciais e a capacidade tecnológica adquiridos na operação da construção naval foram utilizados para expandir ainda mais o negócio na fabricação de aeronaves e equipamentos. A experiência em transporte marítimo internacional levou a empresa a entrar no negócio comercial.

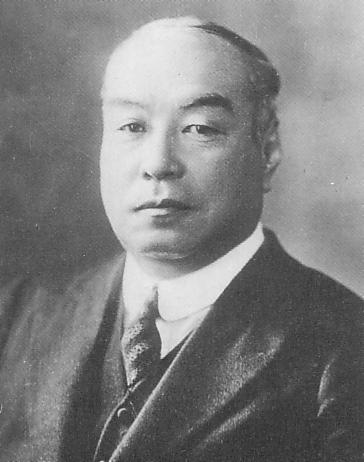
Koyata Iwasaki, o quarto presidente (1916-1945), e o mais longevo da Mitsubishi unificada.

Em 1881, a empresa comprou a mineração de carvão adquirindo a Mina Takashima, seguida pela Ilha Hashima em 1890, usando a produção para abastecer sua extensa frota de navios a vapor. Eles também diversificaram em construção naval, bancos, seguros, armazenamento e comércio. A diversificação posterior levou a organização para setores como papel, aço, vidro, equipamentos elétricos, aeronaves, petróleo e incorporação imobiliária. À medida que a Mitsubishi construiu um conglomerado de base ampla, ela desempenhou um papel central na modernização da indústria japonesa.
Em 1894, Hisaya Iwasaki foi sucedido por seu tio Yanosuke como presidente. Durante seu mandato até 1916, ele modernizou o Estaleiro Nagasaki e desenvolveu Marunouchi como um distrito comercial.
Hisaya foi sucedido por seu primo Koyata Iwasaki em 1916, e durante seu tempo como presidente o grupo viu uma expansão significativa. Em 1917, ele financiou a criação de uma empresa de óptica e tornou-se o acionista majoritário, que mais tarde se tornou a Nikon. Durante esta época, a Mitsubishi Heavy Industries esteve na vanguarda do desenvolvimento de aeronaves no Japão. Ele reorganizou o grupo em uma forma semelhante ao que é agora e desmembrou cada departamento em uma subsidiária. A maioria deles posteriormente abriu o capital, pois ele pensava que, para o bem da expansão dos negócios, era necessário mais capital principal.
As principais participações imobiliárias da empresa no distrito Marunouchi de Tóquio, adquiridas em 1890, foram desmembradas em 1937 para formar a Mitsubishi Estate, hoje uma das maiores empresas de incorporação imobiliária do Japão.

### Segunda Guerra Mundial
Durante a Segunda Guerra Mundial, que foi frequentemente anunciada na propaganda governamental como uma guerra total, a Mitsubishi foi um ator-chave na economia do país durante a guerra. Educado na Inglaterra e tendo muitos amigos e parceiros de negócios no Ocidente, Koyata se opôs a travar uma guerra contra os Aliados. No entanto, ele declarou em seu discurso de 10 de dezembro de 1941 que, uma vez que o país decidisse travar uma guerra com os Estados Unidos e o Império Britânico, cada membro da empresa deveria servir o país em cumprindo seu único objetivo, mas a empresa não deve esquecer o que deve às pessoas desses países.
Indiscutivelmente, uma das formas mais tangíveis pelas quais a Mitsubishi esteve envolvida na guerra foi através do fornecimento de navios, aeronaves e outras armas pela Mitsubishi Heavy Industries. O caça Mitsubishi A6M Zero, projetado pelo Dr. Jiro Horikoshi foi o principal caça da Marinha Imperial.
A produção desses equipamentos fez das fábricas Mistubishi um dos principais alvos dos ataques aliados, e em uma fábrica o número de mortos entre seus trabalhadores chegou a 494 em apenas uma semana. A Mitsubishi Mining esteve envolvida no trabalho forçado de prisioneiros de guerra aliados e de pessoas das colônias do Japão e territórios ocupados, como a Coreia e partes da China. A mina Iizuka da empresa contou 19 mortes de trabalhadores chineses durante a guerra.
Em 2015, Mitsubishi Materials (anteriormente Mitsubishi Mining) compensou 3.765 trabalhadores chineses que foram recrutados para a empresa durante a guerra e pediu desculpas aos ex-prisioneiros de guerra estadunidenses. A Mitsubishi esteve envolvida no comércio de ópio na China durante este período.

### Pós-guerra

#### Dissolução e reorganização da Mitsubishi unificada
Após a Segunda Guerra Mundial, sob a política de dissolução da Ocupação Aliada zaibatsu, o conglomerado Mitsubishi passou por uma reestruturação significativa. Até que a Guerra Fria tornasse o Bloco de Leste mais ameaçador do que o possível renascimento de um Japão e de uma Alemanha fortes, o objectivo inicial das forças de ocupação, tal como na Alemanha, era enfraquecer a economia japonesa para que o país nunca pudesse travar uma guerra contra eles. Sob esta política, a Mitsubishi como um grupo foi dissolvida. Mitsubishi Heavy Industries e Mitsubishi Chemical foram divididos em três entidades separadas. Em seu leito de morte, Koyata Iwasaki defendeu firmemente suas ações, afirmando que havia feito o máximo por seu país e não tinha nada do que se envergonhar. Apesar de sua resistência, ele não conseguiu desafiar a maré dos tempos. Seu primo, Hisaya Iwasaki, presidente da Mitsubishi Partnership Company na época, expressou sua frustração com a situação, observando que a empresa foi despojada, deixando apenas suas terras ancestrais em Tosa e um mausoléu em Tóquio. Sua residência principal em Shitaya foi requisitada pelos militares estadunidenses, e Hisaya teve que alugar temporariamente quartos em sua antiga casa.
Devido à dissolução da zaibatsu, a Mitsubishi Estate foi dividida em duas empresas, Kanto Real Estate e Yowa Real Estate. A Yowa Real Estate possuía uma parte significativa do terreno entre o Palácio Imperial e a Estação de Tóquio, incluindo o Edifício Marunouchi. Em 1952, ocorreu um incidente onde dois homens, Kuniichiro Fujiami e Shomitsu Tajima, que estavam intimamente ligados a infame yakuza, tentaram adquirir a Yowa Real Estate tornando-se acionistas majoritários, já que a capitalização de mercado da empresa era significativamente menor. do que suas participações imobiliárias. Eles ameaçaram uma aquisição hostil via compra de ações (greenmail), e outras empresas da Mitsubishi tiveram que comprar as ações deles a um preço injustamente alto. Este incidente acelerou a reintegração da Mitsubishi. Em 1954, a Mitsubishi Corporation foi reformada e o Mitsubishi Friday Club foi estabelecido para promover a camaradagem e a troca de informações entre os presidentes das principais empresas da Mitsubishi. Em 1964, a Mitsubishi Heavy Industries também ressurgiu. O Friday Club simbolizou a formação de um grupo igual de empresas, em vez do renascimento da Mitsubishi zaibatsu do pré-guerra com a sede da Mitsubishi no ápice.

#### Mitsubishi Group desde 1970
Em 1970, as empresas Mitsubishi criaram a Fundação Mitsubishi para comemorar o centenário da fundação da primeira empresa Mitsubishi. As empresas também mantêm individualmente fundações de caridade. Os pavilhões da Mitsubishi têm sido destaques das exposições no Japão desde a EXPO'70 em Osaka nas décadas de 1970 a 1980.

## Empresas

### Formulário comercial

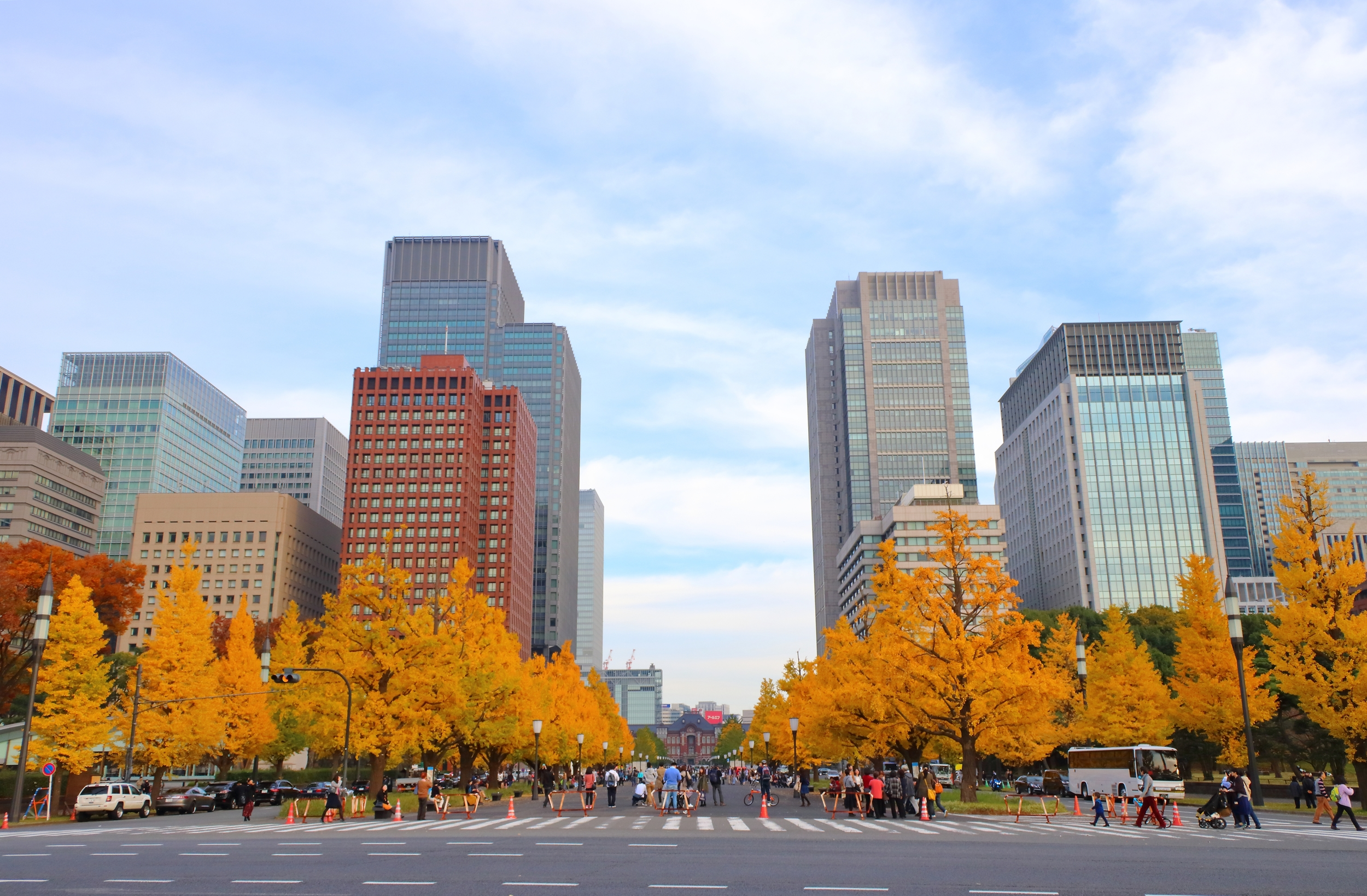
Marunouchi, onde a maioria das empresas Mitsubishi está sediada

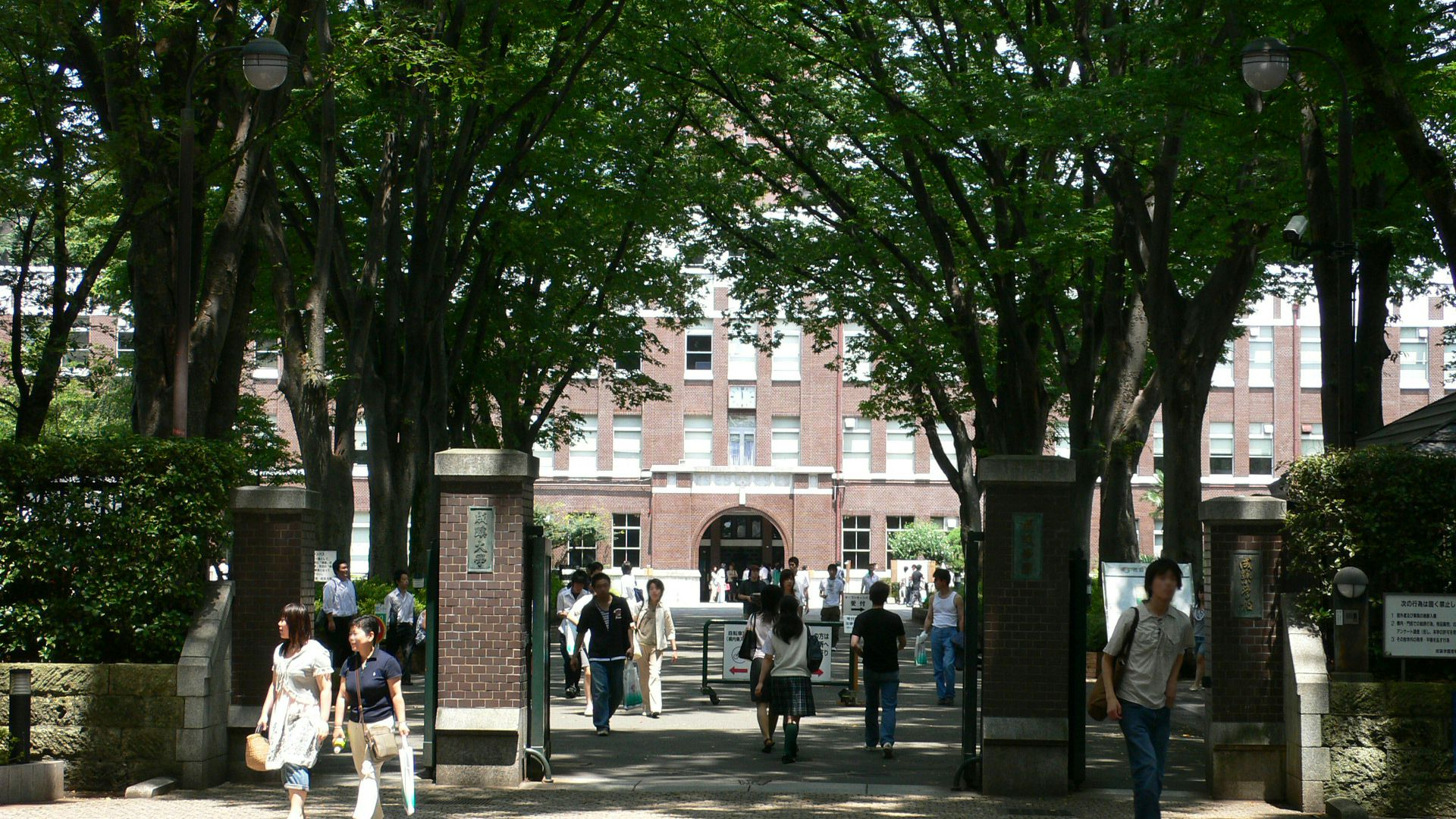
O campus principal da Universidade de Seikei

O Grupo Mitsubishi é composto por cerca de 40 empresas individuais sem uma controladora. Cada uma das empresas Mitsubishi possui parcelas substanciais (mas geralmente não controladoras) das ações das outras.
Vinte e nove empresas do grupo participam da Conferência de Sexta-Feira (Kinyō-kai), uma reunião de seus executivos mais seniores realizado na segunda sexta-feira de cada mês. O grupo iniciou sua tradição de reuniões executivas mensais em 1952, e com o tempo as reuniões tornaram-se um local para coordenação de políticas entre as empresas do grupo. Na década de 1990, esta prática foi criticada (principalmente por investidores não japoneses) como uma possível violação da lei antitruste. A Conferência de Sexta-feira foi oficialmente realizada como uma função social e não com o propósito de discutir ou coordenar a estratégia empresarial. Apesar disso, a Conferência de Sexta-feira tem sido um local para cooperação e coordenação informal entre as empresas do grupo, principalmente no resgate da Mitsubishi Motors em meados da década de 2000.
Além da Conferência de Sexta-feira, os chefes de assuntos gerais das empresas do grupo realizam uma reunião na terceira segunda-feira de cada mês, e os departamentos jurídico e de PI das empresas do grupo realizam uma reunião de coordenação da política de marcas registradas na primeira sexta-feira de cada mês.
A empresa se interessou brevemente pela televisão durante o início da década de 1990, quando assinou um acordo com a Westinghouse Broadcasting International para se tornar o representante da distribuição japonesa.

### Principais membros
Três das empresas do grupo são informalmente conhecidas como "Três Grandes Casas" (御三家, Gosanke) e realizam uma reunião de coordenação separada antes de cada conferência de sexta-feira:
- Mitsubishi Corporation
- Mitsubishi Heavy Industries
- Mitsubishi UFJ Financial Group

Dez outras empresas do "grande" grupo participam da reunião de coordenação de forma rotativa (com seis das dez empresas participando em qualquer mês):
- AGC Inc.
- Kirin Company
- Meiji Yasuda Life
- Mitsubishi Chemical Holdings
- Mitsubishi Electric
- Mitsubishi Estate
- Mitsubishi Materials
- Mitsubishi UFJ Trust and Banking Corporation
- NYK Line (Nippon Yusen Kabushiki Kaisha)
- Tokio Marine Nichido

### Outros membros
- ENEOS Holdings
- Mitsubishi Fuso Truck and Bus Corporation
- Mitsubishi Logistics
- Mitsubishi Motors
- Mitsubishi Paper Mills
- Mitsubishi Plastics
- Mitsubishi Rayon
- Mitsubishi Research Institute
- Mitsubishi Shindoh
- Mitsubishi Steel Manufacturing
  - MSSC
- Mitsubishi UFJ Securities
- Nikon
- P.S. Mitsubishi Construction

### Organizações relacionadas
- Atami Yowado
- Chitose Kosan
- Dai Nippon Toryo
- The Dia Foundation for Research on Ageing Societies
- Diamond Family Club
- Kaitokaku
- Koiwai Noboku Kaisha
- LEOC Japan
- Marunouchi Yorozu
- Meiwa Corp.
- Mitsubishi Agricultural Machinery
- Mitsubishi C&C Research Association
- Mitsubishi Club
- Mitsubishi Corporate Name and Trademark Committee
- Mitsubishi Economic Research Institute
- Mitsubishi Electric Automation
- Mitsubishi Foundation
- Mitsubishi Kinyokai
- Mitsubishi Marketing Association
- Mitsubishi Motors North America
- Mitsubishi Public Affairs Committee
- The Mitsubishi Yowakai Foundation
- MT Insurance Service
- Nippon TCS Solution Center
- Seikadō Bunko Art Museum
- Shonan Country Club
- Sotsu Corporation
- Tōyō Bunko
- Seikei University
- All Mitsubishi Lions